# Élection présidentielle zambienne de 2006

Carte des résultats de l'élection présidentielle zambienne de 2006

L'élection présidentielle zambienne se déroule le 28 septembre 2006. Le président sortant, élu de justesse en 2001, Levy Mwanawasa, 58 ans, se représente en mettant en avant ses bons résultats économiques, en particulier la progression de la croissance et la baisse de l’inflation. Ses principaux adversaires sont Michael Sata et Hakainde Hichilema.
| Candidats          | Appartenance politique | Unique tour |
| Levy Mwanawasa     | MMD                    | 42,98%      |
| Michael Sata       | PF                     | 29,37%      |
| Hakainde Hichilema | UPND                   | 25,32%      |
| Godfrey Miyanda    | HP                     | 1,57%       |
| Kenny Ngondo       | APC                    | 0,76%       |